# Alle wollen geliebt werden
Alle wollen geliebt werden (internationaler englischsprachiger Titel Everybody Wants to Be Loved) ist eine Tragikomödie von Katharina Woll. Der Film feierte im Juni 2022 beim Filmfest München seine Premiere und kam im März 2023 in die deutschen Kinos.

## Handlung
Die Psychotherapeutin Ina bemerkt an einem heißen Sommertag, dass mit ihr körperlich irgendetwas nicht stimmt, denn sie steht seit längerem unter Dauerdruck. Ina will es allen immer recht machen. Ihre durchaus fordernden Patienten und Patientinnen erfordern viel Kraft, ihre halbwüchsige Tochter Elli droht, zu ihrem Vater Hannes zu ziehen. Der lässt ebenfalls keine Gelegenheit aus, Ina Ärger zu machen. Zu alledem drängt sie ihr Freund Reto zu einem Umzug nach Finnland, was für Ina bedeuten würde, alle ihre Karrierepläne aufzugeben. Auch bei ihrer Mutter Tamara kann Ina nicht auf Verständnis hoffen, denn die beschäftigt sich am liebsten mit sich selbst. 
Nun steht der 70. Geburtstag der Mutter an. Doch auf das Ständchen, das sie ihr an diesem Tag singen soll, hat Ina überhaupt keine Lust. Sie flippt aus, doch auch auf dieses Rauslassen von Gefühlen, weil sie niemand wahrgenommen hat, erfolgt nicht die erhoffte Reaktion ihrer Familie.

## Produktion
Regie führte Katharina Woll, die gemeinsam mit Florian Plumeyer auch das Drehbuch schrieb. Beide studierten zur gleichen Zeit in Erlangen und später an der Deutschen Film- und Fernsehakademie Berlin. Es handelt sich nach vier Kurzfilmen um Wolls Regiedebüt bei einem Spielfilm.
Anne Ratte-Polle spielt in der Hauptrolle die Psychotherapeutin Ina, Lea Drinda ihre Tochter Elli und Jonas Hien deren Vater Hannes. Urs Jucker ist in der Rolle ihres Freundes Reto zu sehen. Ulrike Willenbacher spielt Inas Mutter Tamara. 
Die Dreharbeiten fanden von 20. Mai bis 17. Juni 2021 in Berlin statt. Als Kameramann fungierte Matan Radin.
Die Premiere des Films erfolgte am 25. Juni 2022 beim Filmfest München. Im Februar 2023 wurde er beim Santa Barbara Film Festival und Anfang März 2023 beim Miami Film Festival gezeigt. Der Kinostart in Deutschland erfolgte am 8. März 2023. Hierfür erhielt er von der Medien- und Filmgesellschaft Baden-Württemberg eine Verleihförderung in Höhe von 30.000 Euro. Ende April 2023 wird der Film beim Atlanta Film Festival gezeigt.

## Auszeichnungen
Atlanta Film Festival 2023

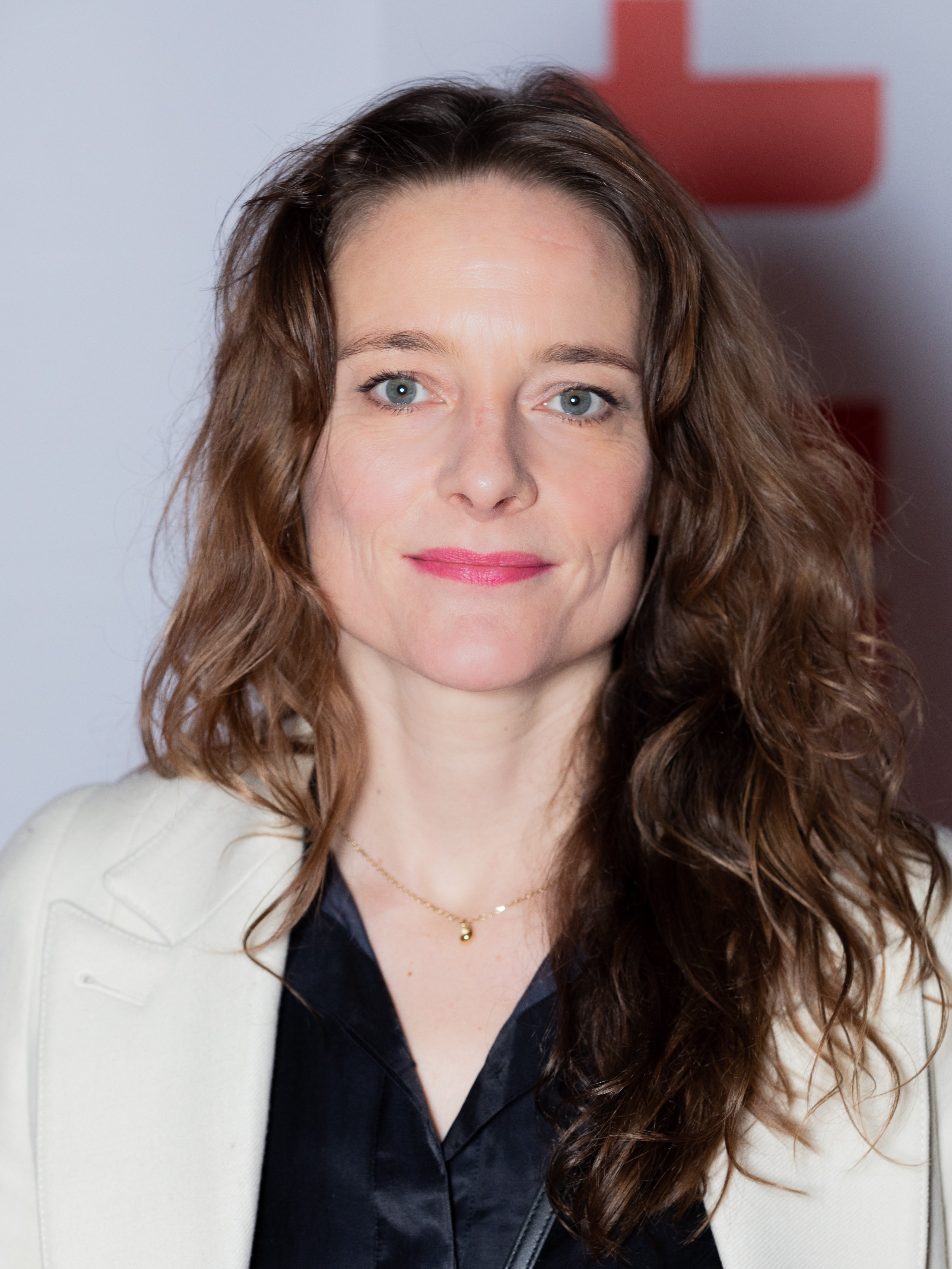
Anne Ratte-Polle spielt Ina

- Nominierung im Spielfilmwettbewerb[7]

Cleveland International Film Festival 2023
- Nominierung als Bester Film im International Narrative Competition (Katharina Woll)[8]

Festival des deutschen Films 2022
- Nominierung für den Filmkunstpreis (Katharina Woll)
- Nominierung für den Filmkunstpreis – Drehbuch (Katharina Woll und Florian Plumeyer)
- Auszeichnung mit dem Preis für Schauspielkunst (Anne Ratte-Polle)

Filmfest München 2022
- Auszeichnung mit dem Förderpreis Neues Deutsches Kino – Drehbuch (Florian Plumeyer)
- Nominierung für den Förderpreis Neues Deutsches Kino – Produktion (Michael Grudsky, Markus Kaatsch und Nina Poschinski)[9][10]

Fünf Seen Filmfestival 2022
- Nominierung in der Sektion Perspektive Spielfilm (Katharina Woll)

Miami Film Festival 2023
- Nominierung für den Jordan Ressler First Feature Award[5]